# Vítězslav Hálek
Vítězslav Hálek (n. 5 aprilie 1835 - d. 8 octombrie 1874) a fost un scriitor, jurnalist și critic de teatru ceh.
Alături de Jan Neruda și Karolína Světlá, a fost unul din reprezentanții de seamă ai grupării literare de orientare realistă Maj.
A scris o lirică romantică, erotică, peisagistică și cu tematică socială.
Nuvelele sale se caracterizează prin colorit social și sentimental și prin explorarea universului rural.

## Scrieri
- 1856: Alfred
- 1859: Cântece de seară ("Večerní písně")
- 1871: Fata din Tatra ("Děvcě z Tater")
- 1872/1874: În natură ("V přírodě")
- 1874: Întâmplări de la țară ("Pohádky z naší vesnice")
- 1874: În casă și în bordei ("Na staku a v chaloupce").